# Mont Glen
Pour les articles homonymes, voir Glen.
Le mont Glen est un sommet des monts Sutton culminant à 644 m d'altitude, entre les territoires de Bolton-Est et de Bolton-Ouest dans la région de l'Estrie au Québec.

## Toponymie
D’origine celtique, le terme « glen » sert à désigner une vallée.

## Géographie

### Situation, topographie
La montagne possède deux sommets,. Le premier, qui correspond à l’ancienne station de ski, s'élève entre 649 m et 651 m. Le deuxième sommet, situé au sud du premier, s’élève entre 638 m et 645 m. Une importante portion de la cime et des pentes fait partie de la réserve naturelle des Montagnes-Vertes depuis 2010,.
Le mont Glen est situé au sud du mont Gauvin, à l'ouest du mont Becky, au nord du mont Singer et à l'est de la colline Sugar Hill. Sur son versant ouest, se trouve l'étang Partridge-Taylor et l'étang Sally. Sur son versant nord se trouve l'étang Baker. Sur son versant est passe la rivière Missisquoi Nord. Du mont Glen s'écoule à l'est le ruisseau Ives, qui va se jeter dans la rivière Missisquoi Nord, et à l'est un peu plus au sud, le ruisseau Farrell. Le ruisseau de West Field longe le sud du mont Glen. Le chemin Bolton (route 243) se trouve à son nord-ouest et c'est à partir de ce chemin qu'on peut trouver la passe de Bolton. La route Missisquoi (route 245) se trouve à l'est du mont Glen et le chemin de Glen (appelé aussi montée de Baker Pond au nord-est) au nord de celui-ci.

### Faune et flore
Le faucon pèlerin fréquente le mont Glen.
On note la présence du Trille dressé (Trillium erectum var. erectum), de l'Érythrone d'Amérique (Erythronium americanum), de violettes blanches, ainsi que de la tête de violon.

## Histoire

### Ancien centre de ski
La station de ski du mont Glen, à Bolton-Ouest, a été inaugurée en 1961. À ses débuts, le centre disposait de deux remonte-pentes de type « arbalète » et de cinq pistes de ski. La station a connu plusieurs développements au fil des ans, visant à diversifier ses installations et ses activités de glisse.

#### Date importantes
- Février 1964 : un premier télésiège fut ajouté aux remonte-pentes existants, permettant une amélioration significative de la capacité d'accueil des skieurs[15].
- 1970 : un fil neige « pony lift » fut installé pour faciliter l'accès des skieurs débutants aux pentes douces[16].
- 1971 : la station ajouta une troisième « arbalète » , renforçant encore ses capacités d'accès aux pistes[17].
- 1980-1983 : des canons à neige furent introduits, permettant d'assurer un enneigement artificiel[18]. Hormis ces trois années, la station fut reconnue pour avoir une neige naturelle[19].
- Hiver 1984-1985 : la station proposait du ski de soirée[20]. Cette activité fut abandonnée en 1990, faute d'engouement suffisant[18]. Une première tentative avait eu lieu en 1967, mais avait aussi été abandonnée après quelques années[21].
- 1990 : un deuxième télésiège fut construit[22].

Un événement récurrent marquant, la Journée du Jello Jump, était organisé par l'équipe de la station. Cet événement festif, qui consistait en une compétition de saut en ski dans un bassin rempli de Jello, était devenu un incontournable pour les habitués de la montagne,.

##### Année 2000
Dans les années 2000, la station proposait un total de 32 pistes de ski. Elle faisait désormais partie du parc du mont Glen, propriété de l'homme d'affaires Peter White. Ce parc incluait également les montagnes du mont Foster et du mont Gauvin. Le mont Glen était un lieu de récréation diversifié, accessible toute l'année. Il offrait plusieurs activités de plein air telles que :
- trois secteurs de camping ;
- deux refuges en montagne ;
- un parcours d'hébertisme ;
- 40 km de sentiers de vélo de montagne ;
- un terrain de paintball ;
- un lac artificiel ;
- des sentiers de randonnée pédestre.

La station est fermée depuis le printemps 2004. Après une brève tentative de réouverture en 2008 et malgré des rumeurs de réouverture en 2010 et en 2012, la station de ski est toujours fermée à ce jour. Plusieurs tentatives de relancer son utilisation se sont révélées infructueuses. En 2023, Neil Rossy, PDG de Dollarama, annonce avoir racheté les terres avec l'intention d'en faire un domaine privé après la tentative avortée de l’ancien propriétaire Peter White d’acheter et de réouvrir la station.

## Activités

### Gestion du site

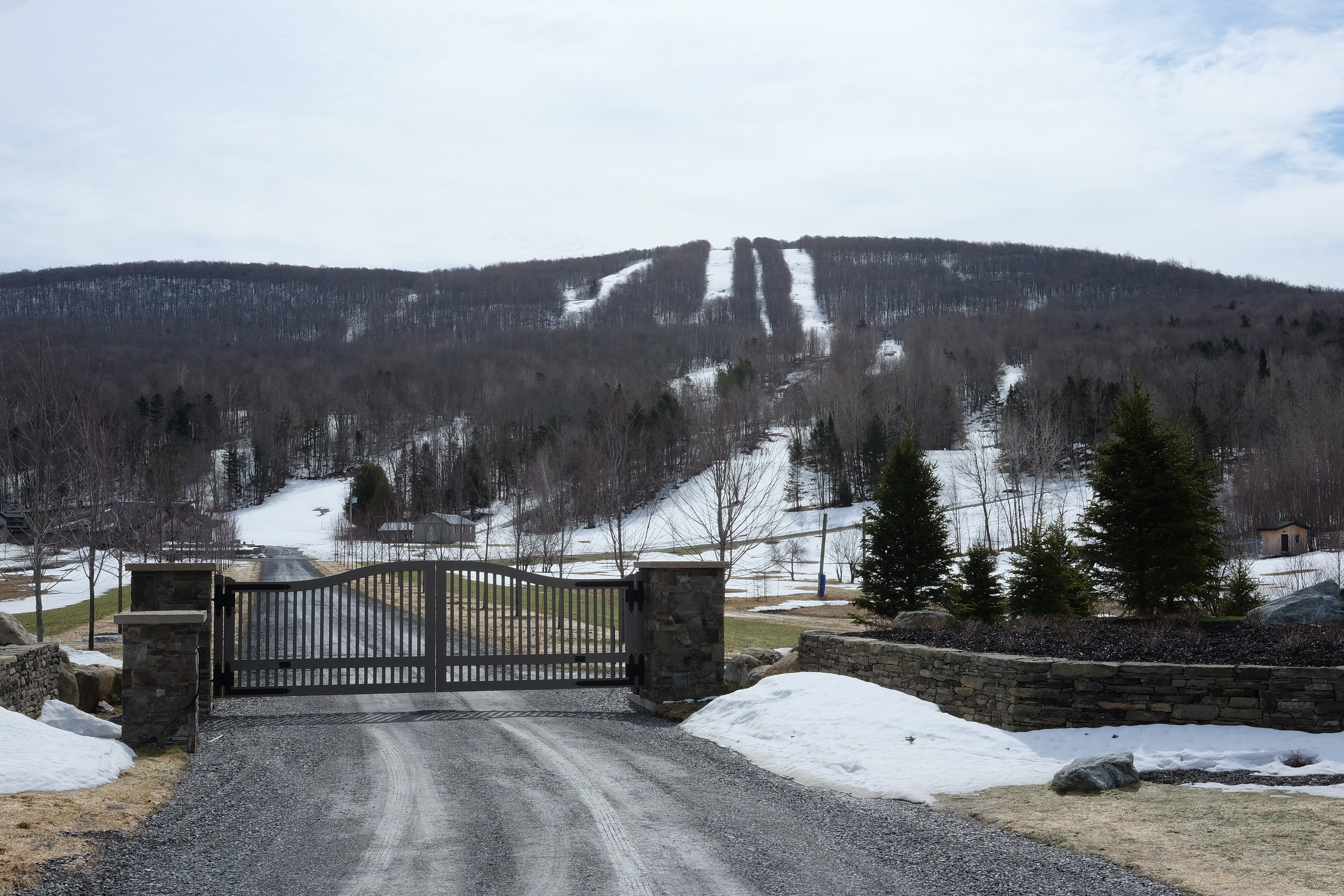
Vue du versant nord-ouest en hiver depuis le chemin de Glen.

Le site de ski du mont Glen est devenu un terrain privé depuis avril 2007. Aucun accès n'est permis par le nouveau propriétaire des lieux. Une barrière à l'entrée empêche maintenant l'accès.

### Sentier pédestre du mont Glen
Le sentier du mont Glen est fréquenté par des randonneurs. Les Sentiers de l’Estrie ont délimité une zone de sentier pédestre qu’ils appellent la « zone Glen ». Elle commence à la passe de Bolton, une ancienne route fréquentée par une diligence. Elle permet d’avoir plusieurs vues sur la route, ainsi que sur l'étroite vallée qui la longe. Du sommet, la vue est portée sur les monts Orford, les monts Sutton, Owl's Head, sur Bolton-Ouest, le canton de Potton et de Lac-Brome. De loin, on peut même arriver à distinguer des éoliennes.
Un camping rustique est aussi présent sur la montagne à proximité du ruisseau Yves.
De plus, il existe un sentier alternatif plus difficile accessible par le chemin de Bolton Pass.